# 1947 год в кино

## Фильмы

### Мировое кино
- «Антуан и Антуанетта» / Antoine et Antoinette, Франция (реж. Жак Беккер)
- «Город в долине» / Neecha Nagar, Индия (реж. Четан Ананд)
- «Дети Земли» / Dharti Ke Lal, Индия (реж. Х. А. Аббас)
- «Джентльменское соглашение» / Gentleman’s Agreement, США (реж. Элиа Казан)
- «Жемчужина» / La Perla, Мексика (реж. Эмилио Фернандес)
- «Жизнь с отцом» / Life With Father, США (реж. Майкл Кёртис)
- «Из прошлого» / Out of the Past, США (реж. Жак Турнёр)
- «Леди из Шанхая» / The Lady from Shanghai, США (реж. Орсон Уэллс)
- «Месье Верду» / Monsieur Verdoux, США (реж. Чарли Чаплин)
- «Море травы» / The Sea Of Grass, США (реж. Элиа Казан)
- «Набережная Орфевр» / Quai des Orfevres, Франция (реж. Анри-Жорж Клузо)
- «Последний этап» / Ostatni etap, Польша (реж. Ванда Якубовская)
- «Сумасшедшая среда, или Грехи Гарольда Диддлбока» / The Sin of Harold Diddlebock Mad Wednesday, США (реж. Престон Стёрджес)
- «Трагическая охота» / Caccia Tragica, Италия (реж. Джузеппе де Сантис)
- «Шесть потерянных часов» / Six heures à perdre, Франция (реж. Алекс Жоффе)

### Советское кино

#### Фильмы Азербайджанской ССР
- Фатали-хан (реж. Ефим Дзиган).

#### Фильмы БССР
- Новый дом (р/п. Владимир Корш-Саблин).

#### Фильмы Грузинской ССР
- Колыбель поэта (р/п. Константин Пипинашвили).

#### Фильмы РСФСР
- «Алмазы», (реж. Иван Правов и Александр Оленин)
- «Весна», (реж. Григорий Александров)
- «За тех, кто в море», (реж. Александр Файнциммер)
- «Золушка», (реж. Надежда Кошеверова)
- «Мальчик с окраины», (реж. Василий Журавлёв)
- «Повесть о „Неистовом“», (реж. Борис Бабочкин)
- «Свет над Россией», (реж. Сергей Юткевич)
- «Сельская учительница», (реж. Марк Донской)
- «Сказание о земле Сибирской», (реж. Иван Пырьев)

#### Фильмы УССР
- Подвиг разведчика (р/п. Борис Барнет).

## Награды
- Сталинская премия II степени присуждена фильму «Глинка» (режиссёр Лео Арнштам)

## Лидеры проката
- «Подвиг разведчика», (реж. Борис Барнет) — 1 место, 22.73 млн зрителей

## Персоналии

### Родились
- 24 февраля 
  - Адам Чэн, гонконгский актёр телевидения и кино, cantopop-певец.
  - Анна Георгиевна Овсянникова, советская и российская актриса, Заслуженная артистка РСФСР.
  - Елена Яковлевна Соловей, советская киноактриса, Народная артистка РСФСР.
  - Майк Ходж (англ. Mike Hodge), американский актёр и профсоюзный лидер из американской Гильдии киноактёров[1][2].
  - Эдвард Джеймс Олмос, американский актёр и режиссёр.
  - Авангард Леонтьев, советский актёр театра и кино, народный артист РФ, лауреат Государственной премии РФ.
- 4 марта — Петерис Плакидис, латышский кинокомпозитор.
- 29 апреля — Олав Неуланд, эстонский кинорежиссёр, сценарист и продюсер.
- 22 июня — Наталья Варлей, советская и российская артистка цирка, актриса театра и кино, заслуженная артистка РСФСР.
- 29 июня — Дэвид Чианг, гонконгский актёр, режиссёр и продюсер.
- 30 июля — Арнольд Шварценеггер, американский киноактёр, культурист, губернатор Калифорнии (2003—2011).
- 4 ноября — Тосиюки Нисида, японский актёр театра и кино.
- 8 ноября — Евгений Марковский, советский и белорусский кинорежиссёр и сценарист игровых фильмов.

### Скончались
- 26 января — Грейс Мур, американская оперная певица сопрано и актриса.
- 31 мая — Эдриэнн Эймс, американская актриса.
- 1 октября — Олив Борден, американская актриса.
- 6 октября — Самюэль Хоффенштейн, американский сценарист.
- 30 ноября — Эрнст Любич, немецкий и американский режиссёр, сценарист, продюсер и актёр.
- 26 декабря — Петер Урбан Гад, датский кинорежиссёр, сценарист, оператор и теоретик кино.